# 徳島市球技場
徳島市球技場（とくしましきゅうぎじょう）は、徳島県徳島市にある球技場。

## 概要
1993年に開かれた東四国国体でも使用され、1994年以降は大塚製薬サッカー部（現:徳島ヴォルティス）のホームスタジアムの一つとして週末に行われるゲームを中心に年8～14試合程度開催された。
現在も県域・四国地域レベルのサッカー、ラグビー、アメリカンフットボールなどの各種球技に使用されているが、徳島ヴォルティスのJリーグ昇格以後は収容人員・設備面ではJリーグ基準を満たしていないため、Jリーグ公式戦では使用していない（トップチームの練習や下部チームの試合には使われている）。

## 施設概要
- 収容人員 約5600人
- ナイターなし
- アウェー側のサイドスタンドに得点掲示板（磁気反転型）がある

## 交通
- 徳島バス「天の原西（徳島刑務所）行」及び「入田・オロノ経由寄井中・神山高校前行」札所停留所下車徒歩30分。
- JR徳島駅より車で25分。